# Bracon chilensis
Bracon chilensis är en stekelart som beskrevs av Maximilian Spinola 1851. Bracon chilensis ingår i släktet Bracon och familjen bracksteklar. Inga underarter finns listade.